# イズミダアワーそれでどうよッ!
『イズミダアワーそれでどうよッ!』（イズミダアワーそれでどうよっ!）は、RKKラジオで2009年4月-2016年9月にかけ土曜日夜等に放送されていたラジオ番組（トークバラエティ）。2009年6月頃からは、RKK Podcasting Stationでも配信されていた。

## 概要・番組内容等
くーじー（久島健一）の人事異動に伴い終了した「だいじょ〜ぶラジオ」に代わり2009年4月4日に開始。
「土曜の夜、つまり『どうよ』なひと時を、あれやこれやとフリートーク・好き勝手ぐだ～っと楽しむ番組」と銘打ち、時に様々なゲストを迎えつつ、週替わりのテーマに因んだ様々なトークを繰り広げていた。

## 放送時間の変遷
何れもJST。
- 土曜22:15 - 22:59(2009年4月 - 2010年3月・2011年10月 - 2012年3月)
- 土曜22:00 - 22:59(2010年4月 - 2011年9月)
- 土曜22:30 - 22:59(2013年4月 - 2014年3月・2014年10月 - 2016年9月)
- 月曜（日曜深夜）1:00 - 1:29(2014年4月 - 2014年9月)[注釈 2][2]

## レギュラー出演者
終了時
- イズミダタツヤ[注釈 3]
- 田中洋平

2012年3月迄
- 2012年4月以降は「自宅待機」（不定期出演）とされていた
  - 須藤あき[注釈 4]
  - 山下毬絵（2011年4月[3]-2014年1月4日[4]？） -現：あいテレビアナウンサー。当時は大学生であり、この番組がラジオパーソナリティとしての初のレギュラーであった。2014年3月の大学卒業迄に降板[注釈 5]。

## 備考
- 基本的に2012年9月迄は同じ週の木曜日の夕方、2012年10月 - 2013年秋頃は木曜日の夜、2013年秋頃以降は同じ週の水曜日夜に収録されており、番組内でもその旨が語られていた。
- 2012年4月28日放送分以降[5]、当番組はカリーノ坂スタジオ（カリーノ下通1階）で収録が行われていた。尚、生放送時や2016年のカリーノ下通の改修工事時[注釈 6]は、熊本放送本社での放送・収録に戻されていた。